# Enchenopa ferruginea
Enchenopa ferruginea är en insektsart som beskrevs av Walker. Enchenopa ferruginea ingår i släktet Enchenopa och familjen hornstritar. Inga underarter finns listade i Catalogue of Life.